# Estadio Alberto Gallardo
Das Estadio Alberto Gallardo ist ein Fußballstadion in der peruanischen Hauptstadt Lima. Es bietet Platz für 18.000 Zuschauer und dient dem Verein Sporting Cristal als Heimstätte. Aus Mangel einer tauglichen Spielstätte nutzt auch der CD Universidad San Martín de Porres das Stadion. Im Jahr 2012 erhielt das Stadion den Namen des 2001 verstorbenen Fußballspielers Alberto Gallardo. Gallardo war als Spieler von Sporting Cristal 1961 und 1962 Torschützenkönig der ersten peruanischen Fußballliga.

## Geschichte
Das damalige Estadio San Martín de Porres wurde im Jahre 1960 erbaut. Damals wurde es fast ausschließlich von dem Club Deportivo Universidad San Martín de Porres, genauer gesagt von seinem Vorgängerverein, genutzt. Der heutige Nutzer Sporting Cristal ließ in diesem Stadion nur seine zweite Mannschaft spielen, da es zur damaligen Zeit noch um einiges kleiner war als heute. Erst 1995 zog Sporting Cristal mit seiner ersten Mannschaft ins Estadio San Martín de Porres um und renovierte es, sodass man die noch heute geltende Zuschauerkapazität von 18.000 Zuschauern erreichte. Einzig für die Spiele gegen die Rivalen Universitario de Deportes und Alianza Lima zieht der Verein kurzfristig ins Estadio Nacional um, da dort mehr Sicherheit gewährleistet werden kann. Gleich im ersten Spiel im Estadio San Martín de Porres gelang Sporting Cristal ein 6:0-Sieg gegen Club Sportivo Cienciano. Insgesamt konnte Cristal bis heute fünfzehn Mal die peruanische Meisterschaft erringen, bisher dreimal in diesem Stadion.
Der Club Sporting Cristal plant einen Stadionneubau und ist auf der Suche nach einem Standort für die neue Spielstätte. Die Pläne für die Anlage sehen 23.000 Plätze vor. Für den Neubau sind 25 Millionen US-Dollar vorgesehen.

## Tribünen
Insgesamt bietet das Estadio Alberto Gallardo auf seinen vier Rängen 18.000 Zuschauerplätze.
- Tribuna Alfredo Quesada – 5.000 Plätze, West
- Tribuna Julio Cesar Uribe – 5.000 Plätze, Ost
- Tribuna Roberto Palacios – 5.000 Plätze, Nord
- Tribuna Sur – 3.000 Plätze, Süd